# 대전시립박물관
대전시립박물관(大田市立博物館)은 대전광역시 내의 문화유산의 수집과 보존, 전시 및 교육, 대전의 역사와 문화연구를 위하여 대전광역시청 산하에 설치된 박물관이다.
박물관장은 지방행정사무관이나 지방학예연구관으로 보한다.

## 연혁
- 2012년 4월: 전시관, 도시홍보관 준공
- 2012년 7월: 건축물 대전광역시로 관리 전환
- 2012년 7월 대전역사박물관 운영조례 제정
- 2012년 10월 16일: 대전역사박물관으로 개관
- 2017년 10월 1일: 대전시립박물관으로 명칭 변경

## 조직
대전시립박물관은 세 곳에 전시장을 가지고 있다. 유성구 상대동에 대전역사박물관이라고 불리던 본관이 있으며, 노은동에 대전선사박물관에서는 인근의 청동기 시대 이후 선사유적이 전시되어 있다. 구도심인 선화동의 옛 충청남도청 건물 1층에 대전근현대사전시관이 있다.